# I. Károly savoyai herceg
Savoyai I. Károly, franciául: Charles Ier de Savoie, olaszul: Carlo I di Savoia, melléknevén Harcos Károly, franciául: le Guerrier, olaszul: il Guerriero (Carignano, 1468. március 29. – Pinerolo, 1490. március 13.), a Savoyai-házból származó herceg, IX. Amadé herceg ifjabbik fia. Bátyjának, I. Filibert hercegnek utódjaként 1482–1490 között Savoya ötödik uralkodó hercege, Piemont hercege, Aosta és Maurienne grófja.

## Élete

### Származása
Károly herceg 1468-ban született a Savoyai Hercegségben, Carignano városában.
Édesapja IX. Amadé savoyai herceg (1413–1465) volt, I. Lajos herceg (1413–1465) és Lusignan Anna ciprusi királyi hercegnő (1418–1462) fia, I. Janus ciprusi és jeruzsálemi király (1374/75 – 1432) unokája.
Édesanyja Valois Jolanda francia királyi hercegnő (1434–1478) volt, VII. Károly francia király (1403–1461) és Anjou Mária királyné (1404–1463) leánya, II. Lajos címzetes nápolyi király unokája.
Szülei házasságából 12 testvér született (a krónikák 10–12 közötti számról szólnak), de csak heten érték meg a felnőttkort.
1. Lajos (Louis/Luigi, (*/† 1453),
2. Anna (Anne, (1455–1480), aki 1478-ban a Trastámara-házból való IV. Frigyes nápolyi királyhoz (1452–1504) ment feleségül,[4]
3. Károly (Charles/Carlo, 1456–1471), Piemont hercege,
4. Lajos (Louis/Luigi, 1458–1460),
5. János (Jean/Giovanni, 1459–1461),
6. Mária (Marie/Maria 1461–1513), aki 1476-ban Fülöp hachberg-sausenbergi őrgrófhoz (1453–1503) ment feleségül,
7. Lujza (Louise/Ludovica, 1462–1503, aki 1479-ben Chalon.i Hugóhoz, Château-Guyon urához († 1490), II. Louis de Chalon-Arlay orániai herceg fiához ment feleségül. (1839-ben boldoggá avatták),
8. Filibert (Philibert/Filiberto, 1465–1482), apjának utódaként 1472–1482 között I. (Vadász) Filibert néven Savoya uralkodó hercege, aki 1474-ben Sforza Bianka Mária milánói hercegnőt vette feleségül,
9. Bernát (Bernard/Bernardo, (*/†1467), csecsemőkorban meghalt, a pinerolói ferences templomban temették el,[5]
10. Károly (Charles/Carlo, 1468–1490), bátyjának utódaként 1482–1490 között I. (Harcos) Károly néven Savoya uralkodó hercege, aki 1485-ben Monferratói Blanka márkinőt (1472–1519) vette feleségül,
11. Jakab Lajos (Jacques Louis/Giacomo Luigi,  1470–1485), Gex márkija, aki saját unokanővérét, Savoyai Lujzát (1467-1530), nagybátyjának, Savoyai Janusnak, Genf grófjának egyetlen gyermekét vette feleségül.
12. Jean-Claude Galléas / Gian Claudio (*/† 1472), születésekor meghalt.

### Útja a trónig

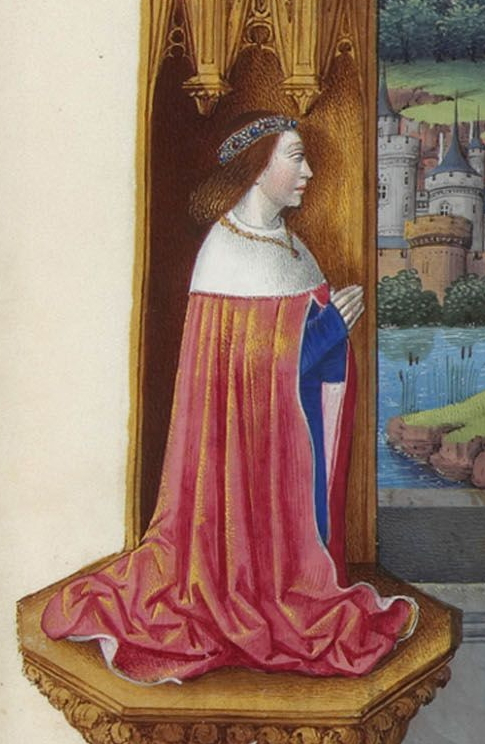
I. Károly herceg (korabeli kódex-illusztráció)

Apja, IX. Amadé herceg 1472-ben elhunyt. A Savoyai Hercegség trónját Károly hétesztendős bátyja, Filibert herceg örökölte, I. Filibert néven, Károly négyévesen trónörökössé lépett elő. A gyermek Filibert nevében anyja, az özvegy Jolanda hercegné gyakorolta a régensi hatalmat. A burgundiai háború nehézségei mellett küzdenie kellett sógorának, a hataloméhes Fülöp hercegnek, Bresse grófjának intrikáival is. Jolanda alapvetően bátyjának, XI. Lajos francia királynak támogatásával, a Francia Királyság érdekei alapján kormányozta Savoyát.
Anyja halála (1478) után a savoyai hercegi udvarban hatalmi harc tört ki, amelyből Filibert és Károly nagybátyja, Bresse-i Fülöp került ki győztesen. A tizenhárom éves Filibert herceget és tízéves öccsét, Károlyt Lyonba vitte, XI. Lajos francia király udvarába. A két herceg ettől kezdve a francia királyi udvarban nevelkedett. Savoya a francia király közvetlen befolyása alá került.

### Uralkodása
Bátyja, Filibert herceg 1482. szeptember 22-én, tizenhét éves korában meghalt, hivatalosan vadászbaleset következtében. (A kortársak mérgezést gyanítottak). Utódot nem hagyott hátra. Károly herceg tizennégy esztendősen a Savoyai Hercegség uralkodója lett. A régenstanács nagybátyjának, Bresse-i Fülöpnek irányítása alá helyezte. Károly igen nehezen alkalmazkodott helyzetéhez.
Röviddel trónra lépése után, 1483-ban Yenne város tanácsa hűségesküt tett neki. 1485-ben másod-nagynénjétől, Lusignan Sarolta ciprusi királynőtől (1442–1487), II. János ciprusi király leányától, I. Janus ciprusi király unokájától (saját édesapjának, IX. Amadé hercegnek 1460 óta száműzetésben élő unokanővérétől) megvásárolta Jeruzsálem és Ciprus uralkodói jogcímeit, és felvette mindkét királyság (címzetes) uralkodójának címeit.
1478-ban Savoya szomszédja, II. Lajos saluzzói őrgróf (1438–1504), I. Lajos őrgróf és Monferratói Izabella fia, hadjáratot indított a Savoyai Hercegség ellen. A váltakozó sikerrel folyó háború elhúzódott, és kimerítette az addig virágzó Saluzzói (Saluces-i) őrgrófság kincstárát. Saluzzói Lajos őrgróf felesége 1481 óta Monferratói Johanna (Giovanna dei Paleologi di Monferrato, 1466–1490) volt, 1485-ben I. Károly herceg Johanna húgát, Monferratói Blankát vette feleségül, a két ellenséges uralkodó egymás sógora lett. 1487-ben I. Károly csapatai sikerrel elfoglalták Carmagnola városát, és Lajos teljes fejedelemsége a Savoyai Hercegség ellenőrzése alá került.
1487 után Károly herceg saját bárói ellen harcolt, fegyveres erővel szorítva saját hűségére. Seregének erősítésére zsoldos csapatokat fogadott fel, akik végigpusztították Savoya vidékeit.

### Házassága, gyermekei

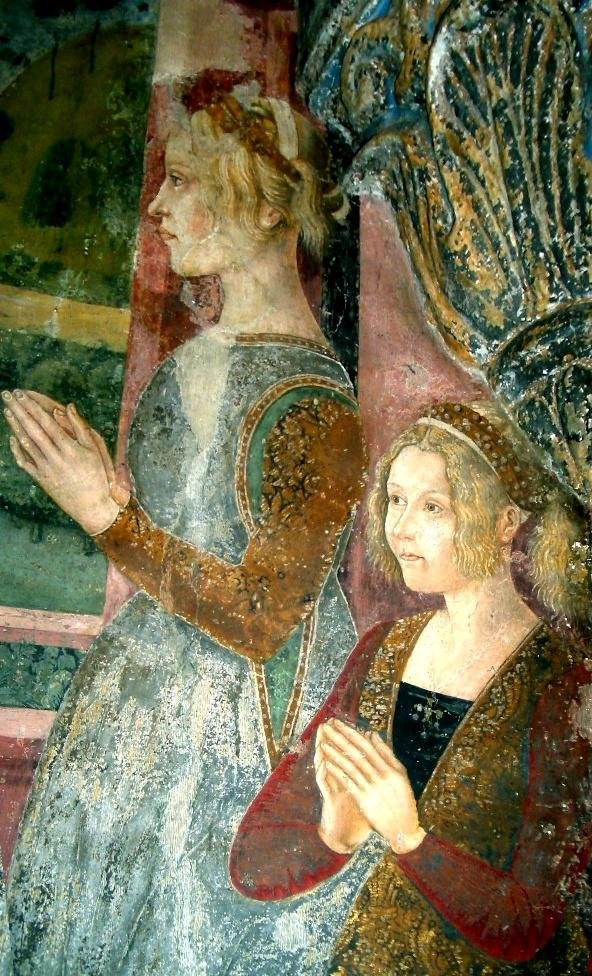
Felesége, Monferratói Blanka (balra) a nővérével, Johannával, Saluzzo őrgrófnéjável. Korabeli freskó a Sacro Monte di Crea zarndoktemplomban (Ponzano Monferrato, Piemont)

Károly herceg 1485. április 1-jén a Palaiologosz-házból származó Monferratói Blanka (Bianca dei Paleologi di Monferrato, 1472–1519) őrgrófnőt, VIII. Palaiologosz Vilmos monferratói őrgróf (1420–1483) és Elisabetta Maria Sforza milánói hercegnő (1456–1472) leányát, I. Francesco Sforza milánói herceg (1401–1466) unokáját, nagy ellenfelének, II. Lajos saluzzói őrgrófnak sógornőjét. Két gyermekük született:
- Jolanda Lujza (1487–1499), aki 1496-ban másod-nagybátyjához (apja nagybátyjának, II. (Bresse-i) Fülöpnek fiához), II. (Szép) Filibert herceghez (1480–1504) ment feleségül, és 1497-ben Savoya uralkodó hercegnéje lett.
- Károly János Amadé (Charles-Jean-Amédée / Carlo Giovanni Amedeo), 1489–1496), trónörökös, aki 1490-ben elhunyt apjának utódaként II. Károly János néven Savoya uralkodó hercege lett, de már hétéves korában meghalt.

### Halála, utódlása
1490-ben, 21 éves korában Károly herceg a piemonti Pinerolo várában elhunyt. Kortárs történetírók és későbbi kutatók egyaránt azt valószínűsítik, hogy sógora és esküdt ellensége, II. Lajos saluzzói őrgróf (1438–1504) mérgeztette meg. Testét a piemonti Pinerolóban, a ferences rend régi templomában temették el.
A Savoyai Hercegség trónját Károly alig egyesztendős fia, Károly János Amadé herceg örökölte, II. Károly (János) néven. Nevében anyja, Monferratói Blanka gyakorolta a régensi hatalmat, az ekkor kezdődő első itáliai háború nehéz éveiben. Károly János Amadé 1496-ban, hétéves korában meghalt. Férfi leszármazottak hiányában ekkor Károly János Amadé nagy-nagybátyja (azaz nagyapjának, IX. Amadé hercegnek öccse), az 53 éves II. Fülöp herceg, Bresse grófja léphetett a savoyai hercegi trónra.
A „Harcos” Károly herceg halála után a Saluzzói Őrgrófság visszakerült II. Lajos őrgróf uralma alá. Ugyanebben az évben (1490-ben) halt meg Lajos őrgróf felesége, Károly sógornője, Monferratói Johanna is, 24 éves korában.
Károly herceg özvegye, Monferratói Blanka nem ment többé férjhez. Leányához, Jolanda Lujzához költözött. Leánya 1499-ben, veje, Filibert herceg 1504-ben elhunyt. Blanka özvegy hercegné visszavonultan élt Genf-ben haláláig, 1519-ig. Carignanóban temették el, az Ágoston-rendiek templomában.

## Lásd még
- Savoyai-ház
- Savoya uralkodóinak listája
- Savoyai Hercegség

| Előző uralkodó: I. Filibert | Savoya uralkodó hercege 1482 – 1490 Savoyai-ház | Következő uralkodó: II. Károly János Amadé |

| Előző uralkodó: I. Sarolta | Jeruzsálem királya (címzetes) 1487 – 1490 Savoyai | Következő uralkodó: II. Károly János Amadé |

| Előző uralkodó: I. Sarolta | Ciprus királya (címzetes) 1487 – 1490 | Következő uralkodó: II. Károly János Amadé |